# 全国消防便覧
全国消防便覧（ぜんこくしょうぼうびんらん）は、出版物である。

## 概要
全国消防組織研究会が2年おきに編集し、ぎょうせいが出版している。都道府県別の消防本部の所在地や職員数、組織、設立年月日、消防長名、名称、消防庁（本庁、消防大学校、消防大学校消防研究センター）、消防関係団体（消防団員等公務災害補償等共済基金、日本消防検定協会、危険物保安技術協会ほか）、参考資料（全国消防学校所在地及び学校長名一覧表、都道府県別消防協会一覧表ほか）などが記載されている。